# François Aujollest-Pagès
François Aujollest-Pagès est un peintre et architecte français, né en 1746 à Bordeaux et mort le 27 août 1801 à Poitiers. Il étudia à l'Académie royale de peinture et de sculpture et se rendit par la suite à Poitiers où il fonda une école d'art. Son œuvre se compose principalement de scènes religieuses et des portraits. Il prit part à la guerre de Vendée à partir de 1793.

## Biographie

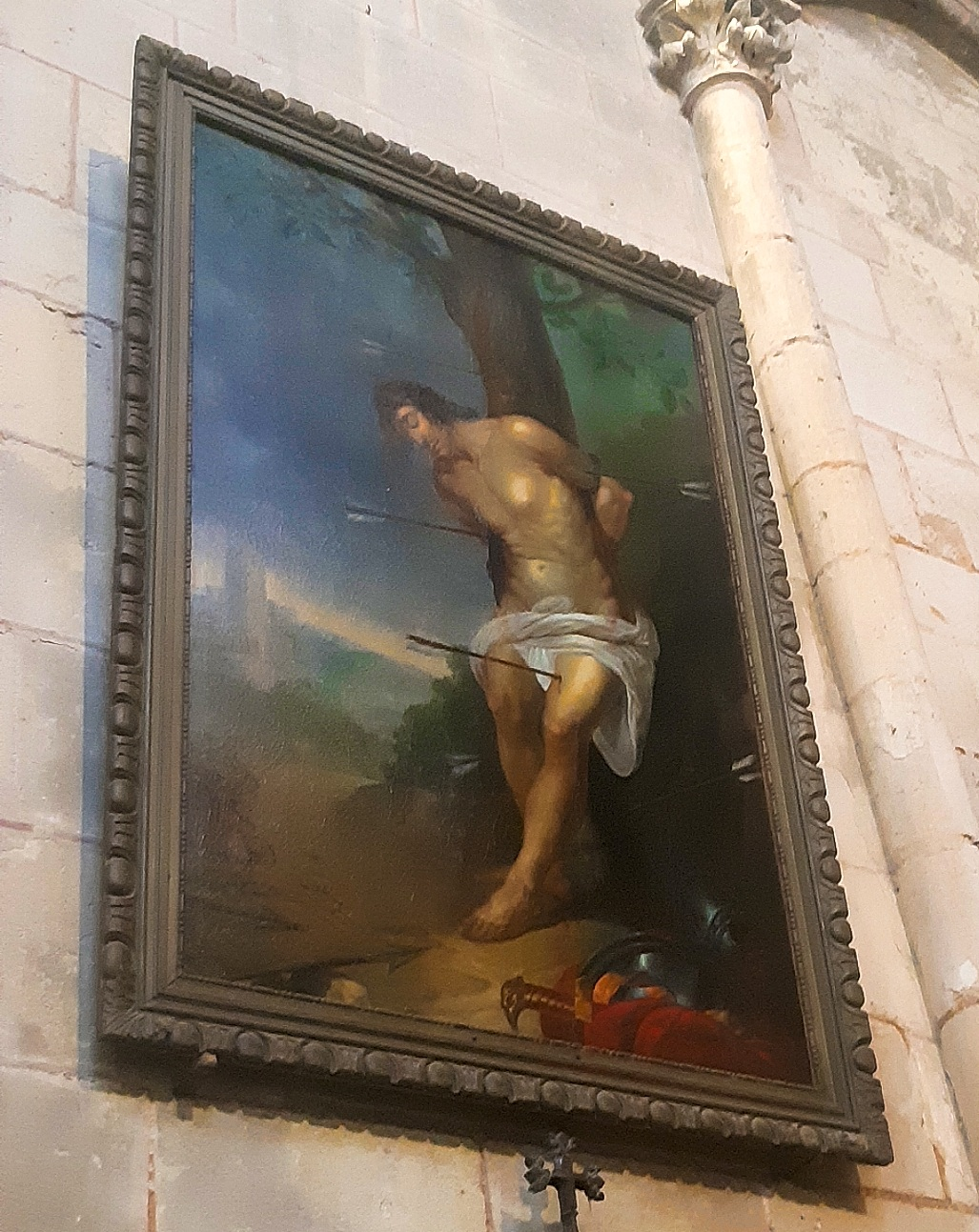
François Aujollest-Pagès, Saint Sébastien, vers 1783-1784, à l'Église Sainte-Radegonde de Poitiers

François Aujollest-Pagès naquit à Bordeaux en 1746, (ou 1745) et avait pour père Blaise, pâtissier, et pour mère Élisabeth Lebaigue. Il montra des prédispositions pour le dessin à un jeune âge. Il se rendit à Paris en 1762 pour étudier la peinture où il eut pour professeur Charles André van Loo et François Boucher,, premier peintre de Louis XV et directeur de l'Académie royale de peinture de Paris. Le comte de Caylus fit son éloge à plusieurs reprises durant ses années d'études. Aujollest-Pagès commença par corriger des tableaux avant de s'essayer à la composition. François Boucher envoya certains de ses élèves enseigner la peinture dans plusieurs villes françaises, dont François Aujollest-Pagès. Il arriva à Poitiers le 25 décembre 1768, où il fonda une école de peinture dont il devint le directeur. Il épousa le 5 juillet 1774 Anne-Thérèse Goislon, avec qui il eut deux filles : Radegonde-Marthe en 1782 et Anne-Sophie en 1784, qui mourut en 1788. Il enseigna de surcroît à l'École gratuite militaire en 1780. À partir de 1793, il prit part à la guerre de Vendée en tant que capitaine d'artillerie,. À son retour, il enseigna le dessin à l'École centrale de Vienne. Il est mentionné comme étant l'architecte du duc de Chartres, et comme celui du comte d'Artois (dont il était également le peintre), bien qu'aucun de ses travaux d'architecture ne soit connu. Il était en outre correspondant de l'Académie de dessin de Tours et de celle de peinture, sculpture et architecture de Bordeaux,. Il mourut le 27 août 1801 (11 fructidor an IX) à Poitiers,,.

### École royale académique de Poitiers
Il est principalement connu comme étant le fondateur et le directeur d'une école d'art à Poitiers. Envoyé par François Boucher, il donna ses premiers cours gratuits d'art à Poitiers en 1769. À la suite du succès de ceux-ci, il fonda l'École gratuite de dessin en juillet 1771 et les cours débutèrent le 20 décembre de la même année. Le comte de Blossac, intendant de Poitiers, le soutint et l'assista lors de l'établissement de l'école,. Elle fut officiellement autorisée par l'Académie de peinture de Paris le 21 juin 1772,. D'autres professeurs vinrent rapidement y enseigner d'autres matières telles que l'anatomie, l'architecture et les mathématiques. Il a également dispensé des cours spéciaux aux jeunes filles et aux ouvriers, estimant que l'apprentissage du dessin leur était bénéfique,. L'école fut officiellement nommée « École royale académique de peinture, sculpture, architecture, et arts analogues au dessin » par les lettres royales de l'abbé Terray, en date du 6 mars 1774,. Les cours dispensés par cet établissement n'étaient alors plus gratuits. En novembre 1776, à la suite de sa demande à l'Académie royale de peinture et de sculpture, il obtint le brevet de directeur de l'École royale académique de Poitiers. Il organisa une exposition de ses propres œuvres ainsi que celles de ses élèves lors de deux expositions qui eurent lieu en 1776 et 1777,. Son gendre Hivonnet (également orthographié Hivonnait, et Hyvonnet), marié à sa fille Radegonde qui était elle-même professeure de dessin, fut nommé directeur de l'École communale gratuite de dessin, de sculpture et d'architecture,, créée en l'an VII du calendrier républicain (équivalant aux années 1798 et 1799 du calendrier grégorien) pour remplacer celle royale disparue en 1793.

## Œuvre
En 1774, il exécuta des dessins pour un catalogue fait en l'honneur de Louis XV. Deux de ses tableaux, intitulés Saint-Sébastien et Saint Louis roi de France adorant la Couronne d'épines, ont été commandés par l'Église Sainte-Radegonde de Poitiers et datent de 1783 et 1784. Il peignit également des portraits, des décors pour le théâtre, une bannière pour l'église Saint-Paul et au moins une sanguine de style antique conservée au musée Calvet à Avignon.   